# غوستاف ماجنوسون
غوستاف ماجنوسون (بالفنلندية: Gustaf Magnusson)‏ هو عسكري فنلندي، ولد في 8 ديسمبر 1902 في Ylitornio ‏ في فنلندا، وتوفي في 27 ديسمبر 1993 في هلسنكي في فنلندا.